# Добролюбовка
Добролю́бовка (до 1945 року — Булганак, крим. Bulğanaq) — село Феодосійського району Автономної Республіки Крим. Розташоване на південному заході району.
Вдодить до Льговської сільської ради.
Відстань від райцентру до населеного пункта становить 41 кілометрів по прямій.